# Как Гринч открадна Коледа (анимационен филм)
„Как Гринч открадна Коледа“ (на английски: Dr. Seuss' How the Grinch Stole Christmas!) е американски анимационен филм на рижисьора Чък Джоунс. Базиран е на едноименната книга на доктор Сюс и едно от малкото коледни предавания от 60-те години на миналия век, които продължават да се излъчват по телевизията и до днес. Премиерата му е на 18 декември 1966 г. по CBS.